# Qihoo 360
Qihoo 360 (nome completo Qihoo 360 Technology Co. Ltd.) è una società cinese di sicurezza informatica ed Internet  nota soprattutto per i suoi software antivirus 360 Safeguard e 360 Mobile Safe, il browser 360 Secure Browser, la piattaforma di distribuzione digitale 360 Mobile Assistant, telecamere e sistemi di videosorveglianza con crittografia a livello bancario. È stata fondata da Zhou Hongyi e Qi Xiangdong nel giugno 2005. Qihoo 360 afferma di avere circa 500 milioni di utenti per i suoi prodotti Internet Security e oltre 600 milioni di utenti per i suoi prodotti Mobile Antivirus a giugno 2014.

## Business
Qihoo 360 ha avviato nel 2005 le sue attività commerciali vendendo software antivirus di terze parti online, ma poco dopo si sono resi conto del potenziale del modello di business di tipologia freemium nel mercato cinese ed hanno iniziato a fornire gratuitamente i propri prodotti antivirus. In un breve periodo di tempo, i prodotti per la sicurezza di Qihoo 360 hanno guadagnato popolarità e quote di mercato in Cina. I loro attuali ricavi sono generati sfruttando la loro vasta base di utenti attraverso pubblicità online e servizi come giochi online, supporto tecnico remoto e integrazione di sistema.

## Lista di prodotti
- 360 Internet Security - Prodotto per la sicurezza del PC, lanciato l'11 giugno 2013.
- 360 Mobile Security - Prodotto di sicurezza mobile per Android, lanciato l'11 giugno 2013.
- 360 Safeguard - Prodotto per la sicurezza su Internet che include l'ottimizzazione delle prestazioni di antivirus e di sistema.
- 360 Secure Browser - Browser Web che presenta la tecnologia di layout Trident ( Internet Explorer ) integrata e la tecnologia di layout Webkit ( Google Chrome, Safari ), il che significa che a seconda della pagina richiesta dall'utente, il Browser 360 sceglie la tecnologia di layout ottimale per quella pagina Web .
- 360 Mobile Assistant - Negozio di applicazioni mobili che consente agli utenti di scaricare, installare e gestire app Android dal proprio PC.
- 360 Security - Versione internazionale di antivirus mobile e prodotto di sicurezza generale.
- 360 Total Security - Il nuovissimo prodotto Qihoo che pulisce e velocizza Windows per gli utenti globali.[5]
- 360 Camera - Telecamere per la videosorveglianza ad alta sicurezza e crittografia bancaria per il mercato consumer (con server conformi GDPR in Europa)

## Dati finanziari
La maggior parte del fatturato di Qihoo 360 proviene dalla vendita di spazi pubblicitari sulla pagina homepage di 360 e la compartecipazione alle entrate con sviluppatori di giochi indipendenti che hanno pubblicato i loro giochi su 360 Mobile Assistant. La suddivisione delle entrate nel 2012 è stata la seguente: 67% dalla pubblicità, 31% dai servizi a valore aggiunto e meno dell'1% dalla vendita di software di terzi. I ricavi sono aumentati del 96,0% da $ 167,9 milioni nel 2011 a $ 329,0 milioni nel 2012. A partire da gennaio 2014, la capitalizzazione di mercato è di $ 11,42 miliardi.